# پیانو (فیلم)
پیانو (به انگلیسی: The Piano) فیلمی درام به کارگردانی جین کمپیون و محصول سال ۱۹۹۳ است. داستان فیلم به مقطعی از زندگی یک بانوی پیانیستِ ناگویا به‌نام «آدا» در اواسط قرن نوزدهم میلادی می‌پردازد. آدا (با بازی هالی هانتر) به همراه دختر خردسالش به جزیره‌ای دوردست می‌روند تا با مردی که پیش از آن هیچ‌گاه او را ندیده ازدواج کند. دیگر نقش‌آفرینان اصلی فیلم پیانو هاروی کایتل، سَم نیل و آنا پاکوین هستند.
پیانو در چهل و سومین دورهٔ جشنوارهٔ کَن (۱۹۹۳) ۲ جایزهٔ مهم نخل طلای کن (بهترین فیلم) و بهترین بازیگر زن را از آن خود کرد. این فیلم در در شصت و ششمین دورهٔ اهدای جوایز اسکار (۱۹۹۴) نامزد دریافت ۸ جایزهٔ اسکار بود که در رقابت با فیلم‌هایی هم‌چون فهرست شیندلر و فیلادلفیا، برندهٔ ۳ جایزهٔ اسکار شد. جین کمپین که به‌غیر از کارگردانی، فیلمنامهٔ پیانو را هم نوشته بود، جایزه اسکار بهترین فیلم‌نامه اوریژینال را از آن خود کرد. او در آن سال نامزد دریافت اسکار بهترین کارگردانی هم بود و دومین «کارگردان زن» در تاریخ مراسم اسکار به‌شمار می‌آید که نامزد دریافت این جایزه بوده‌است. هالی هانتر برندهٔ اسکار بهترین بازیگر زن شد و آنا پاکوین (بازیگر خردسال فیلم) هم اسکار بهترین بازیگر نقش مکمل زن را دریافت کرد.

## بازیگران
- هالی هانتر در نقش آدا مک‌گراث
- هاروی کایتل در نقش جرج بینس
- سم نیل در نقش الیستر استیوارت
- آنا پاکوین در نقش فلورا مک‌گراث
- کری واکر در نقش خاله موراگ
- ژنویو لمون در نقش نسی
- تونیا بیکر در نقش هیرا
- یان میون در نقش کشیش
- پیتر دنت در نقش سردریانورد
- کلیف کرتیس در نقش مانا
- جرج بویل در نقش پدر آدا
- رز مک‌ایور در نقش آنجل
- میکا هاکا در نقش تاهو

## موسیقی متن
موسیقی متن فیلم پیانو را مایکل نایمن ساخته‌است. نایمن در سال ۱۹۹۳ برای موسیقی متن این فیلم جایزهٔ بهترین موسیقی متن را از انستیتوی فیلم استرالیا و انجمن منتقدان فیلم شیکاگو دریافت کرد. موسیقی متن پیانو که در سال ۱۹۹۴ و در قالب آلبوم ساندترک فیلم، با برچسب ویرجین رکوردز روانهٔ بازار شد بیش از ۱ میلیون نسخه فروش داشت و نام نایمن را به‌عنوان یک آهنگساز برجسته در سطح بین‌المللی مطرح کرد. این آلبوم ۱ سال، پرفروش‌ترین اثر «جدول آلبوم‌های کلاسیک بیلبورد» بود.

## جوایز
| Award                                                              | Category                     | Recipient(s)                                              | Result   | Ref(s) |
| ------------------------------------------------------------------ | ---------------------------- | --------------------------------------------------------- | -------- | ------ |
| جایزه اکتا (جایزهٔ آکادمی هنرهای سینمایی و تلویزیونی استرالیا 1993) | بهترین فیلم                  | جان چاپمان                                                | برنده    | [ ۷ ]  |
| جایزه اکتا (جایزهٔ آکادمی هنرهای سینمایی و تلویزیونی استرالیا 1993) | بهترین کارگردانی             | جین کمپیون                                                | برنده    | [ ۷ ]  |
| جایزه اکتا (جایزهٔ آکادمی هنرهای سینمایی و تلویزیونی استرالیا 1993) | بهترین فیلم‌نامهٔ غیراقتباسی   | جین کمپیون                                                | برنده    | [ ۷ ]  |
| جایزه اکتا (جایزهٔ آکادمی هنرهای سینمایی و تلویزیونی استرالیا 1993) | بهترین بازیگر مرد            | هاروی کایتل                                               | برنده    | [ ۷ ]  |
| جایزه اکتا (جایزهٔ آکادمی هنرهای سینمایی و تلویزیونی استرالیا 1993) | بهترین بازیگر زن             | هالی هانتر                                                | برنده    | [ ۷ ]  |
| جایزه اکتا (جایزهٔ آکادمی هنرهای سینمایی و تلویزیونی استرالیا 1993) | بهترین بازیگر نقش مکمل مرد   | سم نیل                                                    | نامزدشده | [ ۷ ]  |
| جایزه اکتا (جایزهٔ آکادمی هنرهای سینمایی و تلویزیونی استرالیا 1993) | بهترین بازیگر نقش مکمل زن    | کری واکر                                                  | نامزدشده | [ ۷ ]  |
| جایزه اکتا (جایزهٔ آکادمی هنرهای سینمایی و تلویزیونی استرالیا 1993) | بهترین فیلم‌برداری            | استوارت درایبرگ                                           | برنده    | [ ۷ ]  |
| جایزه اکتا (جایزهٔ آکادمی هنرهای سینمایی و تلویزیونی استرالیا 1993) | بهترین تدوین                 | ورونیکا جنت                                               | برنده    | [ ۷ ]  |
| جایزه اکتا (جایزهٔ آکادمی هنرهای سینمایی و تلویزیونی استرالیا 1993) | بهترین موسیقی متن            | مایکل نایمن                                               | برنده    | [ ۷ ]  |
| جایزه اکتا (جایزهٔ آکادمی هنرهای سینمایی و تلویزیونی استرالیا 1993) | بهترین صدا                   | لی اسمیت، تونی جانسون، گتین کری، پیتر تونسند، آنابل شیبان | برنده    | [ ۷ ]  |
| جایزه اکتا (جایزهٔ آکادمی هنرهای سینمایی و تلویزیونی استرالیا 1993) | بهترین طراحی صحنه            | اندرو مک‌آلپاین                                            | برنده    | [ ۷ ]  |
| جایزه اکتا (جایزهٔ آکادمی هنرهای سینمایی و تلویزیونی استرالیا 1993) | بهترین طراحی لباس            | جنت پترسون                                                | برنده    | [ ۷ ]  |
| جایزه اسکار                                                        | بهترین فیلم                  | جان چاپمان                                                | نامزدشده | [ ۸ ]  |
| جایزه اسکار                                                        | بهترین کارگردان              | جین کمپیون                                                | نامزدشده | [ ۸ ]  |
| جایزه اسکار                                                        | بهترین فیلم‌نامهٔ غیراقتباسی   | جین کمپیون                                                | برنده    | [ ۸ ]  |
| جایزه اسکار                                                        | بهترین بازیگر نقش اول زن     | هالی هانتر                                                | برنده    | [ ۸ ]  |
| جایزه اسکار                                                        | بهترین بازیگر نقش مکمل زن    | آنا پاکوین                                                | برنده    | [ ۸ ]  |
| جایزه اسکار                                                        | بهترین فیلم‌برداری            | استوارت درایبرگ                                           | نامزدشده | [ ۸ ]  |
| جایزه اسکار                                                        | بهترین طراحی لباس            | جنت پترسون                                                | نامزدشده | [ ۸ ]  |
| جایزه اسکار                                                        | بهترین تدوین                 | ورونیکا جنت                                               | نامزدشده | [ ۸ ]  |
| جایزهٔ ACE Eddie                                                    | بهترین تدوین فیلم - درام     | ورونیکا جنت                                               | نامزدشده |        |
| جایزهٔ ASC                                                          | دستاورد برجسته در فیلم‌برداری | استوارت درایبرگ                                           | نامزدشده |        |
| جوایز فیلم بفتا                                                    | بهترین فیلم                  | جان چاپمن                                                 | نامزدشده | [ ۹ ]  |
| جوایز فیلم بفتا                                                    | بهترین کارگردانی             | جین کمپیون                                                | نامزدشده | [ ۹ ]  |
| جوایز فیلم بفتا                                                    | بهترین فیلم‌نامهٔ اصلی         | جین کمپیون                                                | نامزدشده | [ ۹ ]  |
| جوایز فیلم بفتا                                                    | بهترین بازیگر نقش اول زن     | هالی هانتر                                                | برنده    | [ ۹ ]  |
| جوایز فیلم بفتا                                                    | بهترین فیلم‌برداری            | استوارت درایبرگ                                           | نامزدشده | [ ۹ ]  |
| جوایز فیلم بفتا                                                    | بهترین صدا                   | لی اسمیت، تونی جانسون، گتین کری، پیتر تونسند، آنابل شیبان | نامزدشده | [ ۹ ]  |
| جوایز فیلم بفتا                                                    | بهترین موسیقی فیلم           | مایکل نایمن                                               | نامزدشده | [ ۹ ]  |
| جوایز فیلم بفتا                                                    | بهترین طراحی صحنه            | اندرو مک‌آلپاین                                            | برنده    | [ ۹ ]  |
| جوایز فیلم بفتا                                                    | بهترین طراحی لباس            | جنت پترسون                                                | برنده    | [ ۹ ]  |
| جوایز فیلم بفتا                                                    | جایزه بفتای بهترین تدوین     | ورونیکا جنت                                               | نامزدشده | [ ۹ ]  |
| انجمن منتقدان فیلم بوستون                                          | بهترین بازیگر زن             | هالی هانتر                                                | برنده    | [ ۱۰ ] |
| Camerimage                                                         | بهترین فیلم‌برداری            | استوارت درایبرگ                                           | برنده    |        |
| جشنواره کن                                                         | نخل طلا                      | جین کمپیون                                                | برنده    | [ ۱۱ ] |
| جشنواره کن                                                         | بهترین بازیگر زن             | هالی هانتر                                                | برنده    | [ ۱۱ ] |
| جایزه سزار                                                         | بهترین فیلم خارجی            | جین کمپیون                                                | برنده    | [ ۱۲ ] |
| انجمن منتقدان فیلم شیکاگو                                          | بهترین فیلم خارجی            | جین کمپیون                                                | برنده    | [ ۱۳ ] |
| انجمن منتقدان فیلم شیکاگو                                          | بهترین موسیقی                | مایکل نایمن                                               | برنده    | [ ۱۳ ] |
| انجمن منتقدان فیلم شیکاگو                                          | بهترین بازیگر زن             | هالی هانتر                                                | برنده    | [ ۱۳ ] |
| جوایز انجمن منتقدان فیلم دالاس‌فورت وورث                            | بهترین بازیگر زن             | هالی هانتر                                                | برنده    |        |
| جایزه انجمن کارگردانان آمریکا                                      | کارگردانی برجسته - فیلم بلند | جین کمپیون                                                | نامزدشده |        |
| جایزه گلدن گلوب                                                    | بهترین فیلم درام             | جان چاپمن                                                 | نامزدشده | [ ۱۴ ] |
| جایزه گلدن گلوب                                                    | بهترین کارگردانی             | جین کمپیون                                                | نامزدشده | [ ۱۴ ] |
| جایزه گلدن گلوب                                                    | بهترین فیلم‌نامه              | جین کمپیون                                                | نامزدشده | [ ۱۴ ] |
| جایزه گلدن گلوب                                                    | بهترین بازیگر زن فیلم درام   | هالی هانتر                                                | برنده    | [ ۱۴ ] |
| جایزه گلدن گلوب                                                    | بهترین بازیگر نقش مکمل زن    | آنا پاکوین                                                | نامزدشده | [ ۱۴ ] |
| جایزه گلدن گلوب                                                    | بهترین موسیقی                | مایکل نایمن                                               | نامزدشده | [ ۱۴ ] |
| گلدباگن                                                            | بهترین فیلم خارجی            | جان چاپمان                                                | برنده    | [ ۱۵ ] |
| جایزه ایندیپندنت اسپیریت                                           | بهترین فیلم خارجی            | جین کمپیون                                                | برنده    | [ ۱۶ ] |
| حلقه منتقدان فیلم لندن                                             | فیلم سال                     | جان چاپمن                                                 | برنده    | [ ۱۷ ] |
| حلقه منتقدان فیلم لندن                                             | بهترین بازیگر زن             | هالی هانتر                                                | برنده    |        |
| انجمن منتقدان فیلم لس آنجلس                                        | بهترین کارگردان              | جین کمپیون                                                | برنده    | [ ۱۸ ] |
| انجمن منتقدان فیلم لس آنجلس                                        | بهترین فیلم‌نامه              | جین کمپیون                                                | برنده    | [ ۱۸ ] |
| انجمن منتقدان فیلم لس آنجلس                                        | بهترین بازیگر زن             | هالی هانتر                                                | برنده    | [ ۱۸ ] |
| انجمن منتقدان فیلم لس آنجلس                                        | بهترین بازیگر نقش مکمل زن    | ّآنا پاکوین                                                | برنده    | [ ۱۸ ] |
| انجمن منتقدان فیلم لس آنجلس                                        | بهترین فیلم‌برداری            | استوارت درایبرگ                                           | برنده    | [ ۱۸ ] |
| هیئت ملی بازبینی فیلم                                              | بهترین بازیگر زن             | هالی هانتر                                                | برنده    | [ ۱۹ ] |
| جامعه ملی منتقدان فیلم                                             | بهترین بازیگر زن             | هالی هانتر                                                | برنده    | [ ۲۰ ] |
| جامعه ملی منتقدان فیلم                                             | بهترین فیلم‌نامه              | Jane Campion                                              | برنده    | [ ۲۰ ] |
| حلقه منتقدان فیلم نیویورک                                          | بهترین کارگردان              | Jane Campion                                              | برنده    | [ ۱۶ ] |
| حلقه منتقدان فیلم نیویورک                                          | بهترین فیلم‌نامه              | Jane Campion                                              | برنده    | [ ۱۶ ] |
| حلقه منتقدان فیلم نیویورک                                          | بهترین بازیگر نقش اول زن     | هالی هانتر                                                | برنده    | [ ۱۶ ] |
| Southeastern Film Critics Association Awards                       | بهترین فیلم                  | جان چاپمان                                                | برنده    |        |
| Southeastern Film Critics Association Awards                       | بهترین کارگردان              | جین کمپیون                                                | برنده    |        |
| Southeastern Film Critics Association Awards                       | بهترین بازیگر زن             | هالی هانتر                                                | برنده    |        |
| Writers Guild of America Award                                     | بهترین فیلم‌نامهٔ اصلی         | جین کمپیون                                                | برنده    | [ ۲۱ ] |

## رسانهٔ خانگی
این فیلم در سال ۱۹۹۷ به صورت دی‌وی‌دی توسط LIVE Entertainment و همچنین به صورت دیسک بلو-ری توسط لاینزگیت در تاریخ ۳۱ ژانویه ۲۰۱۲ منشر شده‌است. اما قبلاً در سال ۲۰۱۰ در استرالیا منتشر شد.

## یادکرد منابع
1. ↑  Paul Brenner. "The Piano" (به انگلیسی). وبگاه AllMovie. Retrieved 10 March 2011.
2. ↑  "The Piano" (به انگلیسی). وبگاه رسمی جشنواره کن. Archived from the original on 3 اكتبر 2009. Retrieved 10 March 2011. {{cite web}}: Check date values in: |archive-date= (help)
3. 1 2 3  "The Piano awards (Academy of Motion Picture Arts and Sciences)‎" (به انگلیسی). وبگاه آل‌مووی. Retrieved 10 March 2011.
4. ↑  "Snapshots from the Past: A sneak peek into the AFI Awards photo archive" (به انگلیسی). وبگاه انستیتوی فیلم استرالیا. Archived from the original on 28 February 2011. Retrieved 10 March 2011.
5. ↑  "Chicago Film Critics Awards - 1988-97" (به انگلیسی). وبگاه انجمن منتقدان فیلم شیکاگو. Archived from the original on 22 August 2015. Retrieved 10 March 2011.
6. 1 2  "Soundtracks/Gattaca" (به انگلیسی). وبگاه ورجین رکوردز. Archived from the original on 28 August 2010. Retrieved 10 March 2011.
7. ↑  "1993 Winners & Nominees". Australian Film Institute. Archived from the original on 27 October 2015. Retrieved 3 July 2017.
8. ↑  "The 66th Academy Awards". Academy of Motion Picture Arts and Sciences. Retrieved 2 July 2017.
9. ↑  "Film in 1994". British Academy of Film and Television Arts. Retrieved 2 July 2017.
10. ↑  "Past Award Winners". Boston Society of Film Critics. Archived from the original on 8 October 2014. Retrieved 2 July 2017.
11. ↑  "THE PIANO". Cannes Film Festival. Retrieved 2 July 2017.
12. ↑  Williams, Michael (27 February 1994). "Resnais' 'Smoking' duo dominates Cesar prizes". Variety. Retrieved 2 July 2017.
13. ↑  Terry, Clifford (8 February 1994). "Spielberg, `List' Win In Chicago". Chicago Tribune. Archived from the original on 7 June 2017. Retrieved 2 July 2017.
14. ↑  "Piano, The". Hollywood Foreign Press Association. Retrieved 2 July 2017.
15. ↑  "The Piano (1993)". Swedish Film Institute. Retrieved 3 July 2017.
16. 1 2  Wiener, Tom (2002). "The Piano". The Off-Hollywood Film Guide: The Definitive Guide to Independent and Foreign Films on Video and DVD. Random House Publishing Group. ISBN 0-679-64737-6.
17. ↑  "AWARD: FILM OF THE YEAR". London Film Critics' Circle. 12 April 2010. Retrieved 2 July 2017.
18. ↑  "19TH ANNUAL LOS ANGELES FILM CRITICS ASSOCIATION AWARDS". Los Angeles Film Critics Association. Archived from the original on 4 March 2016. Retrieved 2 July 2017.
19. ↑  "1993 Award Winners". National Board of Review. Archived from the original on 3 June 2017. Retrieved 2 July 2017.
20. ↑  "Past Awards". National Society of Film Critics. Retrieved 2 July 2017.
21. ↑  Fox, David J. (14 March 1994). "'Schindler's' Adds a Pair to the List: Awards: Spielberg epic takes more honors--for screenwriting and editing. Jane Campion's 'The Piano' also wins". The Los Angeles Times. Retrieved 3 July 2017.